# Wijkia monodii
Wijkia monodii là một loài Rêu trong họ Sematophyllaceae. Loài này được (P. de la Varde) H. Akiy. mô tả khoa học đầu tiên năm 2006.